# Els músics de Bremen

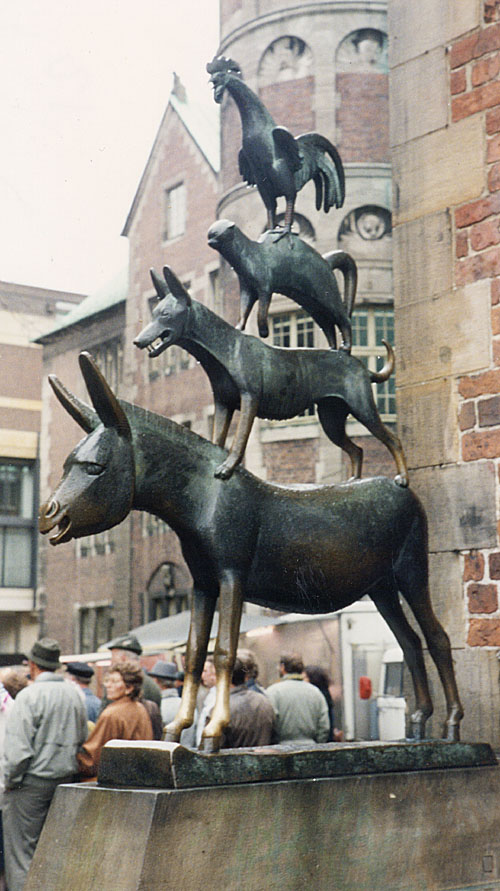
Bremen va homenatjar, el 1951, els músics amb una estàtua de bronze ubicada al costat de l'ajuntament.

Els músics de Bremen (en alemany, Die Bremer Stadtmusikanten) és un conte tradicional escrit pels germans Grimm, l'acció del qual transcorre a la Baixa Saxònia, a la rodalia de la ciutat alemanya de Bremen.

## Argument
Els músics de Bremen tracta la història de quatre animals: un gall, un gat, un gos i un ase, que volen ser sacrificats pels amos, perquè comencen a ser vells. Aquests animals es retroben fugint cadascun del seu propietari de camí cap a la ciutat de Bremen. Aviat es fan amics i decideixen, seguint la proposta de l'ase, de crear un grup de música per poder-se guanyar la vida.
A mig camí, veuen una casa de pagès amb llum a dins. Hi entren, i a dins hi veuen lladres. Posats l'un sobre l'altre, els animals decideixen actuar davant d'aquells homes amb la intenció d'obtenir-ne alguna cosa per menjar. Sorpresos, els lladres surten corrent sense saber d'on venia aquell so. Llavors els animals decideixen instal·lar-se a la casa per passar-hi la nit.
Cap al tard, els lladres van tornar i un d'ells hi entra per investigar. És fosc i veu els ulls del gat brillant en la foscor. El lladre aconsegueix encendre una espelma mentre pensava que veia brases. De cop i volta, el gat li salta a la cara i l'esgarrapa amb les ungles, l'ase li dona una coça, el gos el mossega i el gall el fa fora de la casa tot cridant. Un cop a fora, el lladre explica als altres que havia estat atacat per monstres: que una bruixa horrible amb unes ungles llargues (el gat) li havia esgarrapat la cara, que un gegant (l'ase) li havia pegat, i el pitjor de tot, que un dimoni terrible (el gall) li havia cridat a l'orella. Els lladres, doncs, van deixar la casa de pagès per aquelles estranyes criatures que l'havien pres. D'aquesta manera, els animals van passar-hi feliçment la resta dels seus dies.

## Curiositats
Finalment, sembla que els músics no acaben conformant la banda musical i, ni tan sols, cap dels animals acaba sent músic de forma individual. A la primera versió del conte, no s'anomenava la ciutat de Bremen.
L'opció de ser músics quan no hi havia cap altra feina per a ells reflectia l'opinió negativa de la població de la rodalia de Bremen sobre la cultura de la capital. Malgrat això, aquest conte és molt popular a Bremen. De fet, el 1953 es va col·locar una estàtua en honor dels músics del conte al costat de l'ajuntament. A Riga, la capital de Letònia, n'hi ha una de semblant a la comunitat westfaliana d'Ense-Bremen.
Per tradició, es creu que el fet de tocar les potes de davant de l'ase porta sort i, si mentrestant es demana un desig, aquest es compleix. Tant és així que, amb el pas del temps, les puntes de les potes de l'ase s'han tornat brillants.
Els músics, juntament amb l'estàtua de  Rotlà, s'han convertit en l'emblema de la ciutat.

## Altres versions
El conte ha estat refet en forma de dibuixos animats, films musicals i obres de teatre. A Catalunya, el 1994, la història dels quatre animals músics de Bremen es va adaptar dins d'un dels capítols de Les tres bessones, de l'escriptora Roser Capdevila, coproduïts per Cromosoma i Televisió de Catalunya. El 2006 el Liceu de Barcelona en fa una producció de dansa i titelles en col·laboració del Centre de Titelles de Lleida que ofereix des de llavors en el seu Petit Liceu amb música de Poire Vallvé.
Jim Henson va produir-ne una versió amb els seus ninots de pelfa anomenada «Els músics de pelfa de Bremen» (en anglès, «The Muppet Musicians of Bremen»).
A la Unió Soviètica, la història es va adaptar en un musical animat el 1969 per Vassili Livànov als estudis Soiuzmultfilm, amb el títol «Els músics de ciutat de Bremen» (en rus, Бре́менские музыка́нты, Brémenskie muzikanti).
El 2000, es va fer una nova adaptació a Rússia anomenada «Els nous músics de Bremen» (en rus, (Но́вые бре́менские, Nóvie brémenskie).
Al Brasil, Chico Buarque va adaptar la història en una obra de teatre anomenada Os Saltimbancos, que després es va publicar en un àlbum que va esdevenir un dels èxits infantils més importants. Aquesta versió també es va adaptar en format de pel·lícula.
També a Espanya, el 1989, la història es va adaptar en un film de dibuixos animats dirigit per Cruz Delgado i en una sèrie infantil anomenada Los Trotamúsicos.